# Maria Giuseppa Robucci-Nargiso
Maria-Giuseppa Robucci-Nargiso zwana Nonna Peppa (ur. 20 marca 1903 w Poggio Imperiale, zm. 18 czerwca 2019 tamże) – włoska superstulatka, w chwili śmierci druga najstarsza żyjąca osoba na świecie po Japonce Kane Tanace oraz najstarsza żyjąca Włoszka i Europejka.

## Życiorys
Urodziła się 20 marca 1903 w Poggio Imperiale w prowincji Foggia we Włoszech. Wraz ze swoim mężem Nicolą miała pięcioro dzieci. Małżeństwo razem prowadziło miejscowy bar. Nicola Nargiso zmarł w 1982. W 2015, Maria została wyróżniona tytułem  honorowego burmistrza Poggio Imperiale. 
Po śmierci Giuseppiny Projetto-Frau w dniu 6 lipca 2018 została najstarszą żyjącą Włoszką oraz mieszkanką Europy.
Zmarła 18 czerwca 2019 w wieku 116 lat 90 dni. W dniu śmierci była drugą najstarszą osobą w historii Włoch, trzecią w historii Europy oraz siedemnastą w historii świata.